# 黃蜂級兩棲突擊艦
黄蜂级两栖攻击舰（英語：Wasp-class amphibious assault ship）是美国海军的兩棲突擊艦，舰种分类为直升机船坞登陆舰（Landing Helicopter Dock, LHD）。黄蜂级基于塔拉瓦級兩棲突擊艦的设计，但能使用更先进的飞机和登陆艇。黄蜂级能运输整支美国海军陆战队远征部队（MEU）的約80%人員（MEU約有2200名陸戰隊員），并通过登陆艇或直升机在敌方领土登陆。黄蜂级均由密西西比州帕斯卡古拉的英戈尔斯造船厂建造。首舰黄蜂号于1989年7月29日服役，其中7艘至今（2020年）除了好人理查德号以外都在现役（好人理查德号于2020年11月30号发生火灾现已报废）。黄蜂级曾經是世界上吨位最大的現役两栖攻击舰，但美利堅級兩棲突擊艦服役后，该地位被取代。

## 设计
黄蜂级的设计是基于之前的塔拉瓦级，但进行了修改以便操作AV-8B獵鷹II式攻擊機和气垫登陆艇（LCAC），黄蜂级是第一级专门设计来操作这些装备的舰船。外形上的主要变化是黄蜂级的舰桥位置较低，指挥与控制设施被移到舰体内部。127mmMk45舰炮及其在飞行甲板边缘占用的舷侧突出部也被移除。舰体加长了7.3米（24英尺）来装载气垫登陆艇。
黄蜂级的满载排水量为40,500長噸（41,150公噸） ，长度843英尺（257） ，宽度104英尺（31.8），吃水27英尺（8.1）。黄蜂级装备两座蒸汽渦輪機，由齿轮传动蒸氣渦輪機雙俥推进，功率为70000轴马力（33849千瓦）。使航速為22節，18節經濟速率有9500海里的航程。该级舰的最后一艘馬金島號使用两台GE LM2500燃氣渦輪機。黄蜂级有1200-1210名船員，是目前美國海軍使用最多的多功能的兩棲突擊艦。

### 两栖登陆
黄蜂级能支援多種類的登陆作战：搭乘登陆艇或乘直升机。在长266英尺（81米），宽49.9英尺（15.2米）的登陸船艙中，黄蜂级能搭载三艘气垫登陆艇（LCAC），12艘机械化装备登陆艇（MCV）或40辆两栖突击载具（AAV），在车辆甲板还能搭载另外21辆两栖突击载具（AAV）。飞行甲板共有九个直升机着舰位置，能操作如西科斯基CH-53海種馬或波音CH-46海骑士直升机。机队的规模取决于實際行动类型。标准编组包括6架AV-8B海獵鷹II攻击机、进行攻击或运输的4架AH-1W超級眼鏡蛇直升机、12架CH-46海骑士直升机和3-4架UH-1N休伊通用直升机。对于全攻击行动，机队可以包括多达24架CH-46海上骑士直升机。对于制海行动，黄蜂级能搭载20架AV-8B海獵鷹II攻击机（能操作多达24架），6架賽考斯基SH-60海鹰直升机进行反潜战。MV-22魚鷹式傾轉旋翼機於2015年全部替换CH-46直升机。两座飞机升降机在机库和飞行甲板之间转运飞机，为了使舰船宽度满足通过巴拿马运河的要求，升降机可以进行折叠。

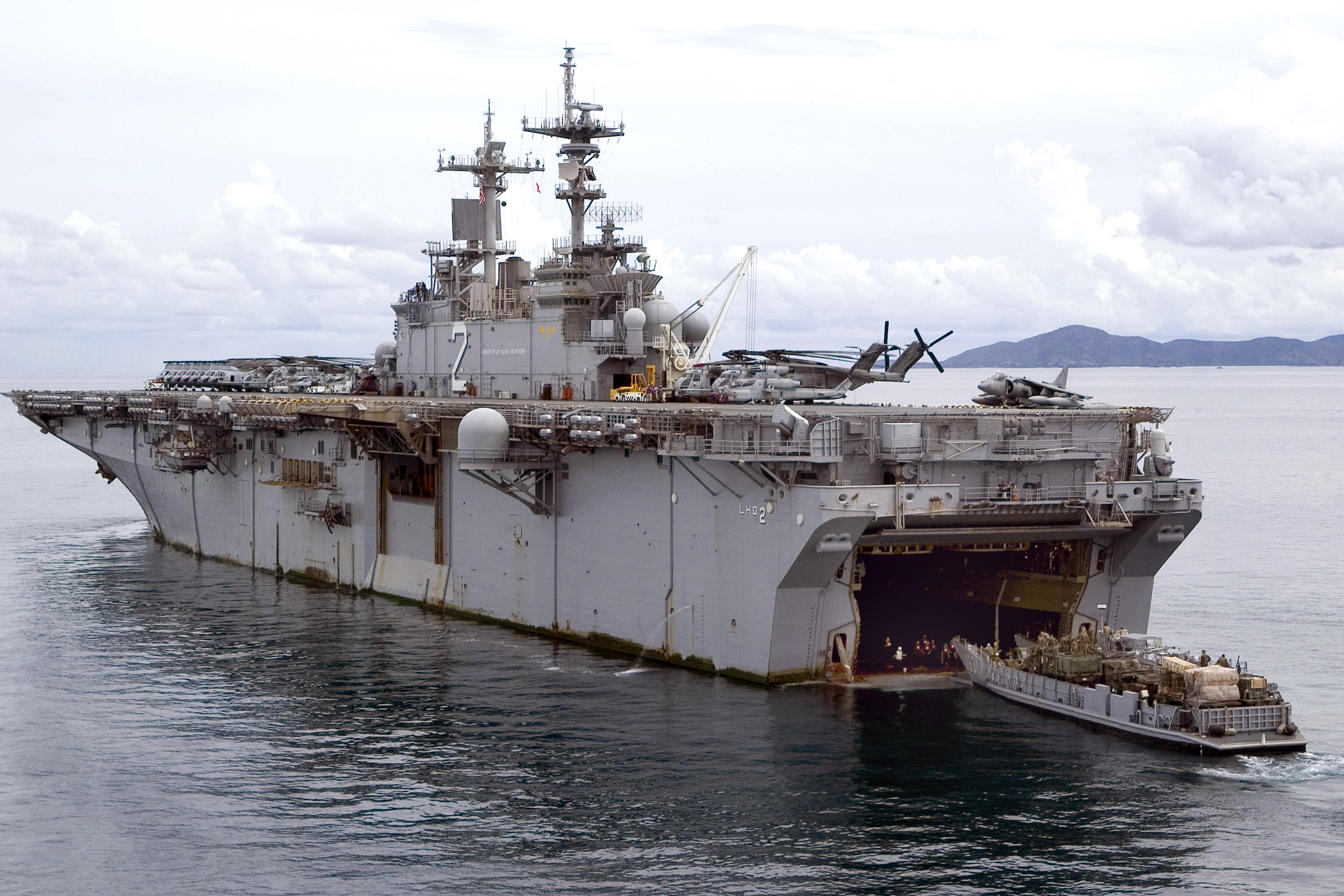
埃塞克斯号与一艘登陆艇执行艉门交会

每艘黄蜂级舰船能容纳1,894名海军陆战队员，几乎是整個海軍陸戰遠征隊（MEU）。每艘黄蜂级舰船货舱的运输空间多达30800平方英尺（2860平方米），另有20000平方英尺（1858平方米）用于远征部队的车辆，一般是5辆M1艾布蘭主力戰車，多达25辆兩棲突擊載具（AAV），8门M198榴弹炮，68辆卡车和多达12辆其他支援车辆。一个独立轨道用于货舱和坞舱间的转运。
針對兩棲部隊的高風險與高傷亡，緊急護理亦有在突擊舰的考慮之內，每艘黄蜂级舰船的医院有6個手術室、17張ICU床位、6張隔離病床、41張普通床位，以及一座血庫，在需要时，“额外伤亡病房”（Overflow Casualty Ward）可以增加536个床位，及時支援救治傷員。

### 武备
前四艘黄蜂级的武备包括两座八联装RIM-7海麻雀、两座RIM-116滾體飛彈发射器、三座phalanx 20mm方陣系统、四座25mmMk38重機炮和四座12.7mmM2機槍。後三艘船，LHD-5、LHD-6和LHD-7的武备略减少，只有兩座方陣系统和三座Mk38，相比前4艘各減少一座。
舰载对抗措施包括四到六座Mk36 SRBOC干扰弹发射器，一座AN/SLQ-25鱼雷诱饵，一座AN/SLQ-49充气浮标雷达反射诱饵，一座海蚋导弹诱饵，以及一座AN/SLQ-32电子战系统。
每艘舰船的探测器包括一座AN/SPS-48或AN/SPS-52对空搜索雷达，一座AN/SPS-49雷达为备份。一座AN/SPS-67对海搜索雷达，一座AN/URN-25戰術空中導航系統，以及一些其他导航雷达和火控雷达。

## 建造与事故
所有黄蜂级舰船均由密西西比州帕斯卡古拉的英戈尔斯造船厂建造。首舰黄蜂号于1989年7月29日服役。
黄蜂级第五艘巴丹号的建造中采用模块化建造和预安装，在下水时就已完工近75%。巴丹号也是第一艘建造时就有女性专用舱室（而不是建成后再改造）的直升机船坞登陆舰，女性专用铺位可供多达450名海军或海军陆战队女兵使用。
2020年7月，好人理查号发生火灾導致船體內部結構嚴重受損，最終於同年11月30日被美国海军实施退役报废处理。

## 同级舰
| 舷號  | 艦名                                 | 造船廠         | 下水日期      | 服役日期       | 母港             | 狀態                                             |
| ----- | ------------------------------------ | -------------- | ------------- | -------------- | ---------------- | ------------------------------------------------ |
| LHD-1 | 黄蜂号（USS Wasp）                   | 英戈爾斯造船廠 | 1987年8月4日  | 1989年7月29日  | 諾福克海軍基地   | 服役中                                           |
| LHD-2 | 埃塞克斯号（USS Essex）              | 英戈爾斯造船廠 | 1991年2月23日 | 1992年10月17日 | 聖地牙哥海軍基地 | 服役中                                           |
| LHD-3 | 基萨奇山号（USS Kearsarge）          | 英戈爾斯造船廠 | 1992年3月26日 | 1993年10月16日 | 诺福克海军基地   | 服役中                                           |
| LHD-4 | 拳師號（USS Boxer）                  | 英戈爾斯造船廠 | 1993年8月13日 | 1995年2月11日  | 聖地牙哥海軍基地 | 服役中                                           |
| LHD-5 | 巴丹號（USS Bataan）                 | 英戈爾斯造船廠 | 1996年3月15日 | 1997年9月20日  | 诺福克海军基地   | 服役中                                           |
| LHD-6 | 好人理查德号（USS Bonhomme Richard） | 英戈爾斯造船廠 | 1997年3月14日 | 1998年8月15日  |                  | 于2020年7月12日发生火灾， 同年11月30日退役报废。 |
| LHD-7 | 硫磺島號（USS Iwo Jima）             | 英戈爾斯造船廠 | 2000年2月4日  | 2001年6月30日  | 諾福克海軍基地   | 服役中                                           |
| LHD-8 | 马金岛号（USS Makin Island）         | 英戈爾斯造船廠 | 2006年9月22日 | 2009年10月24日 | 聖地牙哥海軍基地 | 服役中                                           |

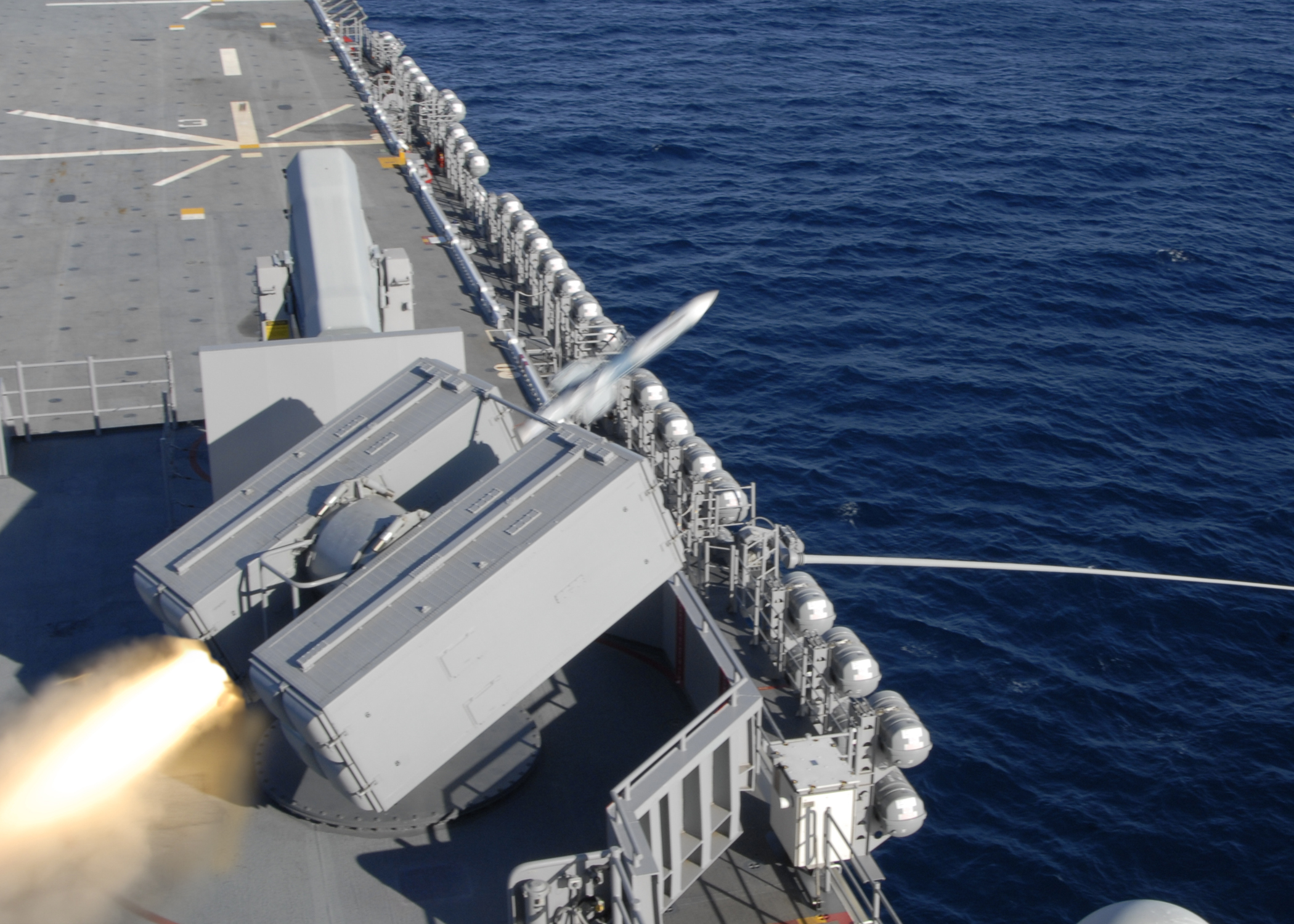
一枚海麻雀导弹由马金岛号射出
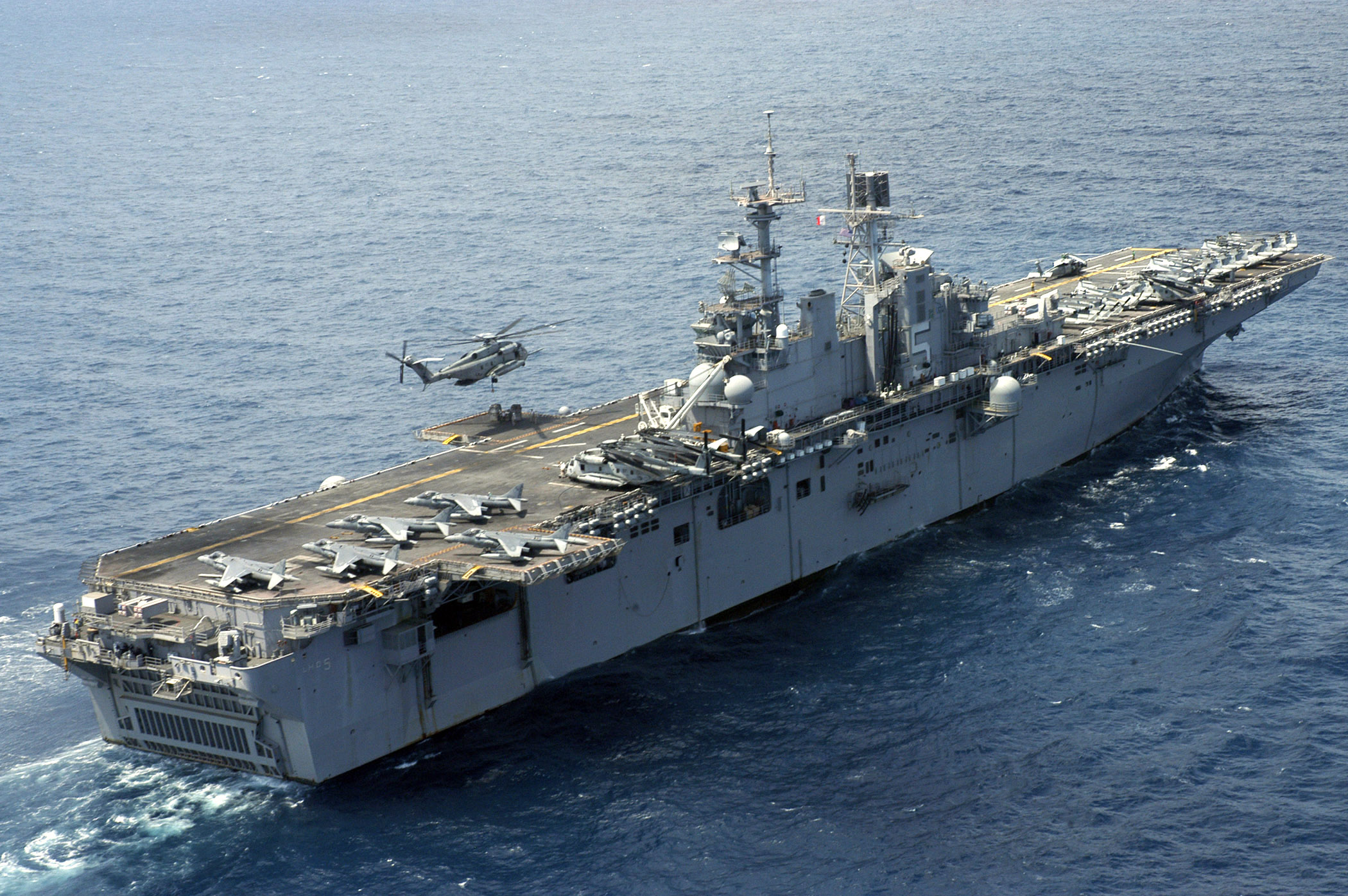
一架CH-53E超级种马由巴丹号起飞
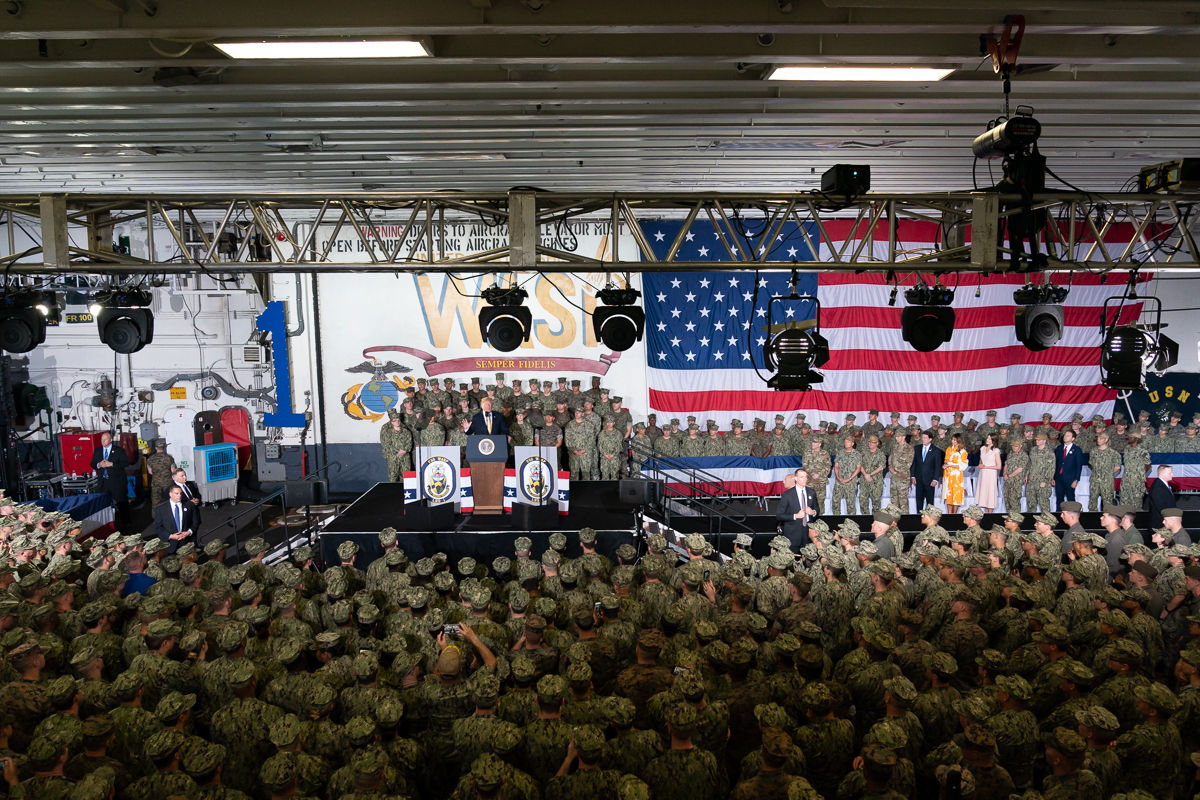
美国总统唐納·川普 在黄蜂号